# Bruno Pedron
Bruno Pedron SDB (ur. 3 czerwca 1944 w Torreglia, zm. 17 czerwca 2022) – włoski duchowny rzymskokatolicki posługujący w Brazylii, w latach 2007–2019 biskup Ji-Paraná.

## Życiorys
Święcenia kapłańskie otrzymał 6 kwietnia 1974 w zgromadzeniu salezjanów. Po święceniach podjął pracę duszpasterską w Brazylii. Był m.in. rektorem salezjańskiego seminarium w Campo Grande, proboszczem w Rondonópolis oraz redaktorem naczelnym salezjańskiego pisma Presença Salesiana.
24 marca 1999 został mianowany biskupem koadiutorem Jardim, zaś 21 maja 1999 przyjął sakrę biskupią z rąk abp. Vitório Pavanello. 4 sierpnia 1999 objął urząd biskupa diecezjalnego.
11 kwietnia 2007 otrzymał nominację na biskupa Ji-Paraná, zaś 24 czerwca 2007 kanonicznie objął urząd.
5 czerwca 2019 przeszedł na emeryturę.